# Sunčeva peć Mont-Louis
Solarna peć Mont-Louis je eksperimentalna sunčeva (solarna) peć i pripada termalnim postrojenjima. Izgrađena je 1949. godine kao prvo postrojenje ove vrste u svijetu i izravni prethodnik danas najveće solarne peći na svijetu, solarne peći u mjestu Font-Romeu-Odeillo-Via na jugu Francuske. Imala je toplinski učin od 50 kW. 

## Povijest
Začetak ideje o izgradnji solarne elektrane u Mont-Louisu nastao je kada su francuski kemičar Félix Trombe i njegov tim uspješno demonstrirali i dokazali koncept solarne peći pomoću zrcala u gradu Meudon u Francuskoj 1946. godine. Pokazali su da je moguće vrlo brzo postizati visoke temperature pomoću jako koncentriranih sunčevih zraka.
Tim znanstvenika na čelu s Félixom Trombeom imao je cilj otkriti nove, učinkovitije, metode dobivanja vatrostalnih materijala taljenjem rude i dobivanjem vrlo čistih tvari koje bi se koristile u procesu izrade istih.  Kako bi uspješno provodili istraživanja, izgradili su prvu solarnu peć, peć u Mont-Louisu 1949. godine.
Ova velika konstrukcija, koju sačinjava čak 1420 zrcala, dodatno je nadograđivana i razvijana tokom sljedećih 50-ak godina, sve dok 1993. godine nije preuzeta od kompanije „Solar Furnace Development“. 

## Razvoj
Nakon što je „Solar Furnace Development“ preuzeo ovaj projekt, i postao prva kompanija na svijetu koja koristi solarnu peć, nastavlja se istraživanje i unaprjeđivanje projekta solarne peći u duhu njenih začetnika. Kompanija počinje koristiti solarnu peć u svrhe izrade industrijskih i tvorničkih proizvoda poput keramičkih, brončanih i aluminijskih proizvoda.

## Suradnja i transfer tehnologije
Projekt solarne peći u Mont-Louisu, kao i znanstvenici koji na njemu rade, uključeni su u procesu transfera tehnologije. To je proces kojim se žele prenijeti tehnologije i metode proizvodnje jedne države, sveučilišta ili instituta na drugu državu, sveučilište ili institut gdje bi ta tehnologija mogla biti od veće koristi i koji je mogu dodatno razviti i poboljšati. Projekt solarne peći u Mont-Louisu surađuje s gradom Safi u Maroku s ciljem instalacije sličnih solarnih peći u selima koja bi koristila peć za proizvodnju keramičkog posuđa za jelo i kuhanje, proizvodnju građevinskih materijala te metalnog oruđa i posuđa.

## Edukacija
Edukacijski centar uz postrojenje u Mont-Louisu i demonstracije načina rada samog postrojenja. Vođenom turom posjetitelji imaju priliku vidjeti postrojenje, čuti objašnjenje kako proces funkcionira i saznati različite primjene solarne peći. Kao dodatnu atrakciju posjetitelji imaju priliku doživjeti moć koncentriranih sunčevih zraka koje pri temperaturama od 2000 °C do 3500 °C mogu zapaliti drvo, rastaliti metal i keramiku te poslužiti pri kuhanju hrane. Na samom kraju tura sadrži i pregled ostalih primjena solarne tehnologije kao što su solarni članci i solarni štednjaci. Proizvode od gline i bronce, napravljene solarnom peći, moguće je vidjeti i kupiti u suvenirnici postrojenja.

## Glavni ciljevi
Otkad je solarnu peć preuzeo „Solar Furnace Development“ 1993. godine glavni ciljevi postrojenja su:
- Organizacija znanstvenih događaja poput demonstracija i znanstvenih eksperimenta pri visokim temperaturama (preko 3000 °C)
- Proizvodnja keramika i proizvoda od legura bronce
- Istraživanje primjene specifičnih receptora i procesa koji ne zagađuju ("čistih" procesa)
- Prodaja i postavljanje solarnih peći u kitovima u zemljama s visokim brojem sunčanih dana i visokim razinama osunčanosti radi prevencije deforestacije i onečišćenja

## Vanjske poveznice

### Sestrinski projekti
|  | Zajednički poslužitelj ima još gradiva o temi Sunčeva peć Mont-Louis |